# Leucetta avocado
Leucetta avocado är en svampdjursart som beskrevs av de Laubenfels 1954. Leucetta avocado ingår i släktet Leucetta och familjen Leucettidae.
Artens utbredningsområde är havet kring Mikronesien. Inga underarter finns listade i Catalogue of Life.